# Aechmea gigantea
Espèce
Classification phylogénétique
Aechmea gigantea est une espèce de plantes de la famille des Bromeliaceae, endémique du Venezuela.

## Synonymes
Aechmea gigantea est le synonyme de deux taxons invalides :
- Billbergia gigantea C.Chev.[2] ;
- Hoplophytum giganteum E.Morren[2].

## Distribution
L'espèce est endémique de l'État de Sucre au Venezuela.

## Description
L'espèce est hémicryptophyte ou épiphyte.